# Earl Ray Tomblin
Earl Ray Tomblin (Contea di Logan, 15 marzo 1952) è un politico statunitense, Governatore democratico della Virginia Occidentale dal 2011 al 2017.